# Smeaton (Saskatchewan)
Smeaton je vesnice v kanadské provincii Saskatchewanu, na začátku silnice Hanson Lake Road, která zde odbočuje od silnice Saskatchewan Highway 55 a končí až v Creightonu, obci sousedící s městem Flin Flon.
Asi 70 km na sever od Smeatonu se rozkládá provinční park Narrow Hills Provincial Park.